# Verrières (Aube)
Verrières is een gemeente in het Franse departement Aube (regio Grand Est). De plaats maakt deel uit van het arrondissement Troyes. Verrières telde op 1 januari 2022 1.888 inwoners.

## Geografie
De oppervlakte van Verrières bedroeg op 1 januari 2022 10,12 vierkante kilometer; de bevolkingsdichtheid was toen 186,6 inwoners per km².
De onderstaande kaart toont de ligging van Verrières met de belangrijkste infrastructuur en aangrenzende gemeenten.

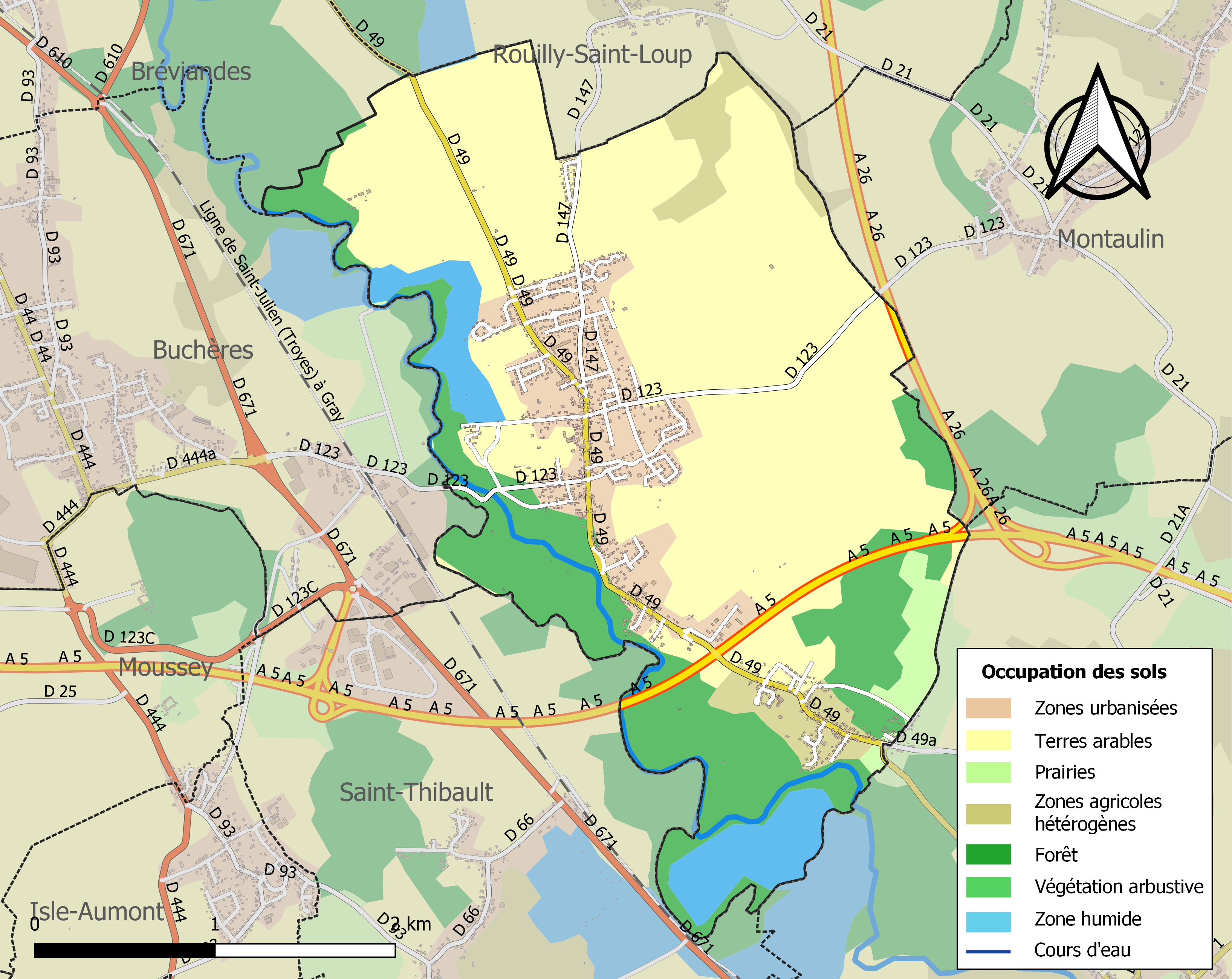

## Demografie
Onderstaande figuur toont het verloop van het inwonertal (bron: INSEE-tellingen).

Vanwege een beveiligingsprobleem met de MediaWiki Graph-software is het momenteel niet mogelijk deze grafiek weer te geven. Zodra de software is bijgewerkt zal de grafiek vanzelf weer zichtbaar worden.